# Belle (film, 2024)
Pour les articles homonymes, voir Belle.
Pour plus de détails, voir Fiche technique et Distribution.
Belle est un film franco-belge réalisé par Benoît Jacquot, sorti en 2024. Il s'agit de l'adaptation du roman La Mort de Belle de Georges Simenon, publié en 1952.

## Synopsis
Dans une petite ville tranquille, Pierre, un enseignant de mathématique, vit avec sa femme Cléa, opticienne. Un meurtre a lieu chez eux, en pleine nuit, sauf que Pierre était seul dans la maison : une jeune fille, Belle, qui y séjournait est découverte étranglée dans sa chambre. Pierre n'a ni d'alibi ni de preuve, et tout le monde l'accuse,.

## Fiche technique
Sauf indication contraire, les informations mentionnées dans cette section peuvent être confirmées par les bases de données cinématographiques Allociné et Unifrance,  présentes dans la section « Liens externes ».
- Titre original : Belle
- Réalisation : Benoît Jacquot
- Scénario : Julien Boivent et Benoit Jacquot, d'après le roman La Mort de Belle (1952) de Georges Simenon
- Musique : Bruno Coulais
- Décors : Pascale Consigny
- Costumes : Caroline Spieth
- Photographie : Caroline Champetier
- Son : Grégory Lannoy
- Montage : Julia Grégory
- Production : Philippe Carcassonne et Marie-Jeanne Pascal
- Production déléguée : Marie-Jeanne Pascal
- Sociétés de production : Ciné-@ et Macassar Productions ; Caneo Films (coproduction) ; Artémis Productions (coproduction belge)
- Société de distribution : KMBO (France)
- Budget : n/a
- Pays de production :  France,  Belgique
- Langue originale : français
- Format : couleur
- Genre : drame, policier
- Durée : 100 minutes[3]
- Date de sortie :
  - États-Unis : 12 novembre 2024 (Festival international de cinéma de Fort Lauderdale)[3]
  - Italie : 13 mars 2025

## Distribution
- Guillaume Canet : Pierre
- Charlotte Gainsbourg : Cléa
- Patrick Descamps
- Jérémie Covillault
- Anne-Lise Heimburger
- Fabio Zenoni
- Salim Kechiouche
- Pauline Nyrls
- Aïssatou Diallo Sagna

## Production

### Genèse et développement
En mai 2023, au festival de Cannes, France Télévisions Distribution acquiert les droits du film Belle, adapté du roman La Mort de Belle (1952), parce que « la qualité d’écriture de Georges Simenon est intemporelle. Son interprétation par un tel cast et sa réalisation par Benoît Jacquot dont le talent n’est plus à prouver, ne peut être qu’un succès ! », explique Catherine Bernard, la directrice générale adjointe. Ce film, co-écrit par le réalisateur avec Julien Boivent, est produit par Marie-Jeanne Pascal pour Macassar Productions et Philippe Carcassonne pour Ciné-@,. La société de KMBO assure la distribution dans les salles obscures.

### Attribution des rôles
Guillaume Canet et Charlotte Gainsbourg y interprètent le couple, Pierre et Cléa,.

### Tournage
Le tournage commence le 3 novembre 2023 à Savigny-sur-Orge, en Essonne,.

### Polémique
En mars 2024, Guillaume Canet annonce se désolidariser du film, souhaitant ne pas assurer la promotion dans le contexte des accusations portées contre le réalisateur. Avant lui, la comédienne Nora Hamzawi avait pris cette même décision pour le film CE2 de Jacques Doillon.

## Distinction

### Sélection
- Festival international de cinéma de Fort Lauderdale 2024[3]